# Edward Sturing
Edward Jeroen Sturing (Apeldoorn, 13 juni 1963) is een Nederlands voormalig voetballer. Sturing kwam in zijn actieve carrière uit voor Vitesse en De Graafschap. Hij speelde negen seizoenen in het geel-zwart en groeide uit tot international van het Nederlands elftal. Als hoofdtrainer werkte Sturing bij Vitesse (2003–2006) en FC Volendam (2009–2010). Daarnaast is hij in vijf periodes interim-hoofdtrainer geweest bij de Arnhemse club; in november 2023 werd Sturing voor de zesde maal interim-hoofdtrainer.
Vanwege zijn jarenlange trouwe dienst voor de club werd Sturing benoemd tot 'Zilveren Vitessenaar'. Ook is de Noord-tribune in GelreDome als eerbetoon naar hem vernoemd.

## Carrière als speler
Sturing werd geboren en groeide op in Apeldoorn. Tijdens zijn jeugd voetbalde hij voor de amateurvereniging A.S.V. Apeldoornse Boys, waar hij samen met Peter Bosz speelde. Hierna speelde hij op profniveau vijf seizoenen bij De Graafschap alvorens de overstap te maken naar Vitesse. In het seizoen 1988/89 had Sturing met 32 gespeelde wedstrijden een groot aandeel in het kampioenschap van de Eerste Divisie. Vitesse werd in het seizoen erna vierde in de Eredivisie en Sturing kreeg als verdediger een uitnodiging voor het Nederlands elftal. Op 20 december 1989 begon hij in een vriendschappelijke wedstrijd tegen Brazilië in de basis. In het eerste Eredivisiejaar 1989/90 werd voor het eerst sinds 1927 de bekerfinale gehaald. Op 25 april 1990 in De Kuip verloor Vitesse met 1-0 van PSV. Daarentegen werd Sturing voor zijn seizoen beloond met de Gouden Schoen. In 1997 wordt hij door de supporters verkozen tot Vitesse-speler van het jaar. Tot en met seizoen het 2001/2002 eindigde Vitesse altijd bij de eerste zes en werd er negen maal deelgenomen aan het UEFA-Cup toernooi, waarin Sturing memorabele wedstrijden heeft gespeeld tegen onder andere Real Madrid, Derry City, Sporting Lissabon en Parma FC. In totaal speelde hij 295 competitiewedstrijden voor Vitesse. Op 27 januari 1999 speelde Sturing, samen met Theo Bos die ook als voetballer afzwaaide, voor het laatst in het geelzwart van Vitesse, in een speciale afscheidswedstrijd tegen Schalke 04. Bij zijn afscheid werd hij door de club benoemd tot Zilveren Vitessenaar, mede voor zijn rol in het eerste voetbalteam van Vitesse.

### Clubstatistieken als speler
| Seizoen              | Club                 |                      | Competitie           | Competitie | Competitie | Beker | Beker | Internationaal | Internationaal | Overig | Overig | Totaal | Totaal |
| Seizoen              | Club                 | Duels                | Competitie           | Goals      | Duels      | Goals | Duels | Goals          | Duels          | Goals  | Duels  | Goals  |        |
| -------------------- | -------------------- | -------------------- | -------------------- | ---------- | ---------- | ----- | ----- | -------------- | -------------- | ------ | ------ | ------ | ------ |
| 1982/83              | De Graafschap        | Vlag van Nederland   | Eerste divisie       | 9          | 0          |       |       | –              | –              | –      | –      | 9      | 0      |
| 1983/84              | De Graafschap        | Vlag van Nederland   | Eerste divisie       | 30         | 0          |       |       | –              | –              |        |        | 30     | 0      |
| 1984/85              | De Graafschap        | Vlag van Nederland   | Eerste divisie       | 31         | 0          |       |       | –              | –              |        |        | 31     | 0      |
| 1985/86              | De Graafschap        | Vlag van Nederland   | Eerste divisie       | 31         | 1          |       |       | –              | –              | –      | –      | 31     | 1      |
| 1986/87              | De Graafschap        | Vlag van Nederland   | Eerste divisie       | 35         | 0          |       |       | –              | –              | –      | –      | 35     | 0      |
| 1987/88              | Vitesse              | Vlag van Nederland   | Eerste divisie       | 32         | 0          | 1     | 0     | –              | –              | 6      | 0      | 39     | 0      |
| 1988/89              | Vitesse              | Vlag van Nederland   | Eerste divisie       | 34         | 0          | 4     | 1     | –              | –              | –      | –      | 38     | 1      |
| 1989/90              | Vitesse              | Vlag van Nederland   | Eredivisie           | 34         | 0          | 6     | 0     | –              | –              | –      | –      | 40     | 0      |
| 1990/91              | Vitesse              | Vlag van Nederland   | Eredivisie           | 14         | 0          | 0     | 0     | 3              | 0              | –      | –      | 17     | 0      |
| 1991/92              | Vitesse              | Vlag van Nederland   | Eredivisie           | 33         | 0          | 2     | 0     | –              | –              | –      | –      | 35     | 0      |
| 1992/93              | Vitesse              | Vlag van Nederland   | Eredivisie           | 13         | 1          | 1     | 1     | 0              | 0              | –      | –      | 14     | 2      |
| 1993/94              | Vitesse              | Vlag van Nederland   | Eredivisie           | 23         | 0          | 0     | 0     | 1              | 0              | –      | –      | 24     | 0      |
| 1994/95              | Vitesse              | Vlag van Nederland   | Eredivisie           | 31         | 0          | 1     | 0     | 2              | 0              | –      | –      | 34     | 0      |
| 1995/96              | Vitesse              | Vlag van Nederland   | Eredivisie           | 26         | 0          | 2     | 0     | –              | –              | –      | –      | 28     | 0      |
| 1996/97              | Vitesse              | Vlag van Nederland   | Eredivisie           | 30         | 0          | 3     | 0     | –              | –              | –      | –      | 33     | 0      |
| 1997/98              | Vitesse              | Vlag van Nederland   | Eredivisie           | 25         | 0          | 0     | 0     | 2              | 0              | –      | –      | 27     | 0      |
| De Graafschap totaal | De Graafschap totaal | De Graafschap totaal | De Graafschap totaal | 136        | 1          | 0     | 0     | 0              | 0              | 0      | 0      | 136    | 1      |
| Vitesse totaal       | Vitesse totaal       | Vitesse totaal       | Vitesse totaal       | 295        | 1          | 20    | 2     | 8              | 0              | 6      | 0      | 329    | 3      |
| Carrière totaal      | Carrière totaal      | Carrière totaal      | Carrière totaal      | 431        | 2          | 20    | 2     | 8              | 0              | 6      | 0      | 465    | 4      |

### Nederlands elftal
Sturing speelde tevens drie interlands voor het Nederlands elftal. In 1989 maakte hij onder Thijs Libregts zijn debuut in een vriendschappelijke wedstrijd tegen Brazilië.
| Interlands van Edward Sturing voor Nederland | Interlands van Edward Sturing voor Nederland | Interlands van Edward Sturing voor Nederland |                        |                        |                        |                        |
| №                                            | Datum                                        | Wedstrijd                                    | Uitslag                | Competitie             | Goals                  | Minuten                |
| Als speler van Vitesse                       | Als speler van Vitesse                       | Als speler van Vitesse                       | Als speler van Vitesse | Als speler van Vitesse | Als speler van Vitesse | Als speler van Vitesse |
| -------------------------------------------- | -------------------------------------------- | -------------------------------------------- | ---------------------- | ---------------------- | ---------------------- | ---------------------- |
| 1                                            | 20 december 1989                             | Nederland – Brazilië                         | 0 – 1                  | vriendschappelijk      | 0                      | 90                     |
| 2                                            | 21 februari 1990                             | Nederland – Italië                           | 0 – 0                  | vriendschappelijk      | 0                      | 46                     |
| 3                                            | 28 maart 1990                                | Sovjet-Unie – Nederland                      | 2 – 1                  | vriendschappelijk      | 0                      | 90                     |

## Carrière als trainer

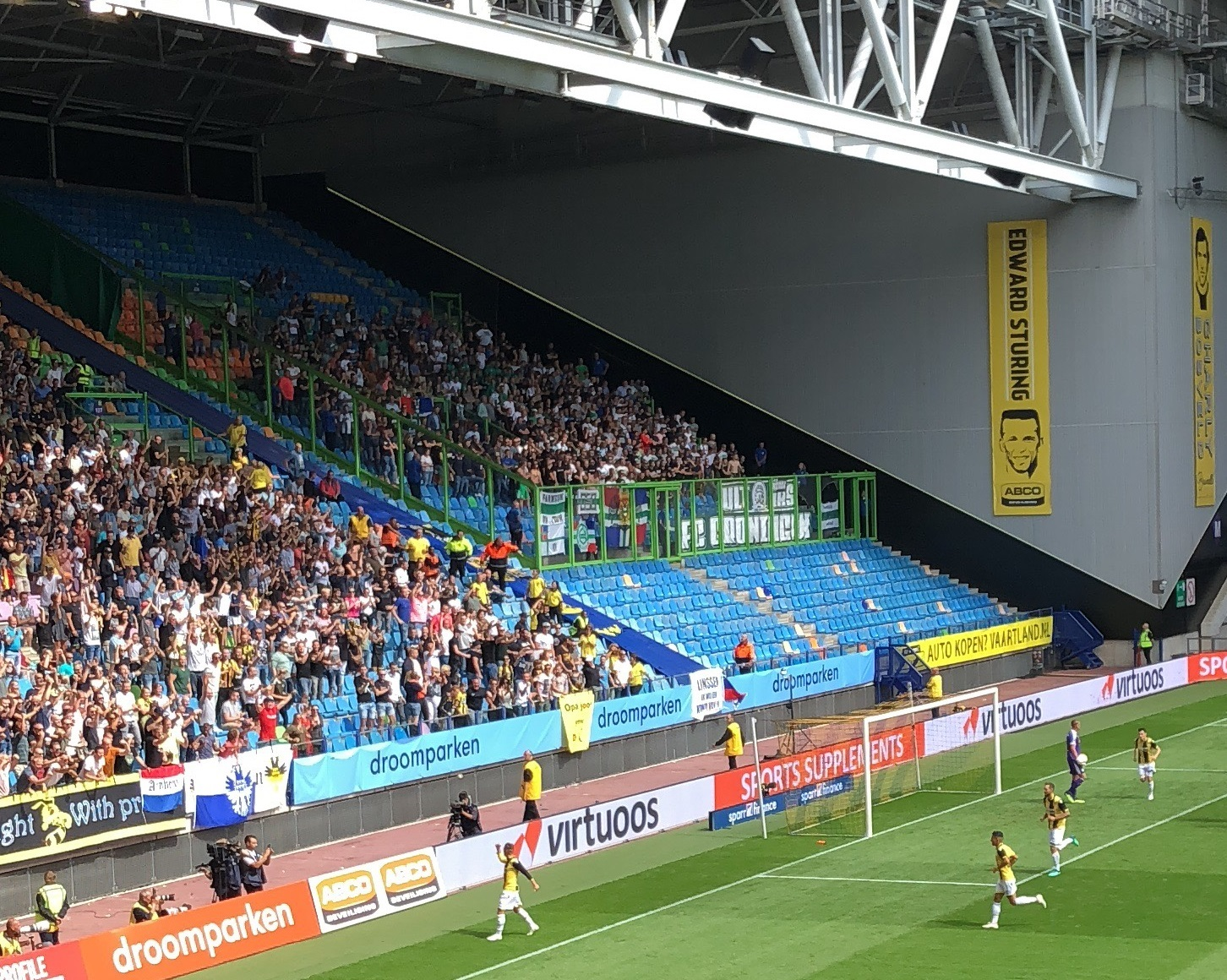
Edward Sturing-tribune (Noord)

### 1998–2003
Na zijn voetbalcarrière werd hij bij Vitesse aangesteld als assistent van hoofdtrainer Herbert Neumann. Ook leidde hij bij de Arnhemse club alle jeugdelftallen. Zo werkte Sturing met veel jongens zoals Nicky Hofs, Stijn Schaars, Theo Janssen in de jeugd. Na het ontslag van Neumann in oktober 1999 werd Sturing samen met Jan Jongbloed aangesteld als interim-trainer. Vervolgens was hij assistent van Ronald Koeman, maar toen die eind 2001 naar Ajax vertrok, maakte Sturing het seizoen af en loodste hij Vitesse naar Europees voetbal.

### 2003–2014
In maart 2003 werd Sturing officieel de hoofdtrainer van Vitesse, dat in degradatienood verkeerde. Op de laatste speeldag werd directe degradatie afgewend doordat met 3-0 werd gewonnen van FC Utrecht. Hierdoor kwam de club in de nacompetitie terecht in een poule met Sparta Rotterdam, Helmond Sport en VVV-Venlo. Vitesse won de nacompetitie ongeslagen door viermaal te winnen en tweemaal gelijk te spelen, waardoor de club zich alsnog in de Eredivisie handhaafde. In maart 2006 werd bekend dat Sturing aan het einde van het seizoen 2005/2006 zou stoppen. De oefenmeester had nog een contract tot en met eind juni 2007. Vitesse eindigde het seizoen op de elfde plek van de Eredivisie. De club plaatste zich daardoor voor de play-offs om een plaats in de UEFA Intertoto Cup. In de Play-offs verloor Vitesse de finale over twee wedstrijden van FC Twente.
Na een tijd als hoofd opleidingen bij PSV keerde Sturing terug bij Vitesse als assistent van Hans Westerhof, maar na diens ontslag verdween Sturing naar de scouting. Via onder meer FC Volendam (als hoofdtrainer) en clubs in Turkije (als assistent bij Gençlerbirliği SK en Kayseri Erciyesspor) keerde hij in 2014 terug in de jeugdopleiding van Vitesse. Hij ging aan de slag als prestatie- en talentencoördinator. Ook zat hij op de bank bij wedstrijden van Jong Vitesse.

### 2016–2020
Vanaf seizoen 2016/2017 was Sturing als assistent-trainer weer betrokken bij het eerste elftal. Op 30 april 2017 speelde Vitesse de finale van de KNVB beker, als uitspelende ploeg tegen AZ. Vitesse won deze wedstrijd met 2-0. Daarmee won de club voor het eerst een grote prijs. Vitesse boekte de grootste zege uit de clubgeschiedenis onder leiding van interim-trainer Sturing. Dat gebeurde nadat Henk Fraser zijn ontslag had gekregen in het voorjaar van 2018. De eerste wedstrijd na het vertrek van Fraser werd met 7-0 gewonnen van Sparta Rotterdam. Het bleek de opmaat voor een succesvol einde van het seizoen 2017/2018. Met Sturing aan het roer won Vitesse de play-offs voor Europees voetbal van dat seizoen. Vanaf het seizoen 2018/2019 maakte hij deel uit van de technische staf als assistent van Leonid Sloetski, maar die functie legde hij een jaar later neer omdat hij 'de klik miste' met de Russische hoofdcoach. Sturing kreeg een andere functie in de scouting en als coach van de jeugdtrainers.
In december 2019 nam Sturing de taken over van Joseph Oosting, die sinds het vertrek van Leonid Sloetski als interim-trainer voor de groep stond. De ploeg van Sturing stond op de zesde plek toen de competitie vanwege de coronapandemie werd afgebroken. Sturing wilde graag verder als hoofdtrainer, maar de Arnhemse club koos voor de Duitser Thomas Letsch. Uiteindelijk accepteerde hij een functie als hoofd opleidingen van de Vitesse voetbalacademie. Op 17 september 2020 keerde Sturing voor twee weken terug in de rol van interim-trainer bij het eerste elftal, omdat Letsch positief was getest op het coronavirus. Sturing werd voor de zesde keer coach van de club, een record in het Nederlandse voetbal.

## Erelijst
Als speler
| Kampioen Eerste Divisie | 1x | 1988/89 |

Als assistent-trainer
| KNVB beker | 1x | 2016/17 |